# 道菅康彦
道菅 康彦（どうかん やすひこ、1981年8月20日 - ）は、日本のプロレスラー。

## 経歴
- メキシコへ渡り、闘龍門の12期生として入門。
- 2003年、メキシコでTARUのミニ版「TARUシート（2代目）」としてデビュー。

## 得意技
TARUドリラー・デ・チャパリート